# Santa Elena fuera de la Puerta Prenestina (título cardenalicio)
Santa Elena fuera de la Puerta Prenestina es un título cardenalicio diaconal de la Iglesia Católica. Fue instituido por el papa Juan Pablo II en 1985.

## Titulares
- Edouard Gagnon, P.S.S. (25 de mayo de 1985 - 29 de enero de 1996)
- Peter Poreku Dery (24 de marzo de 2006 - 6 de marzo de 2008)
- João Braz de Aviz (18 de febrero de 2012)